# Ross Kemp
Ross James Kemp  (ur. 21 lipca 1964 w Barking) – brytyjski aktor i producent filmów dokumentalnych.
Jego matka była fryzjerką, a ojciec policjantem. Karierę rozpoczął od reklamówki płatków Kellogg's. Jest najbardziej znany jako Grant Mitchell z brytyjskiego serialu Eastenders, grał także rolę Cinna w filmie Spartakus. 
W 2007 nakręcił dokument o brytyjskich żołnierzach wyjeżdżających do Afganistanu dla Discovery Channel. Jego serial dokumentalny Ross Kemp on Gangs zdobył nagrodę BAFTA. Jeden odcinek serii poświęcony był polskim kibolom, pokazywano kibiców Cracovii, Wisły Kraków i Stilonu Gorzów. Jest zwolennikiem Partii Pracy.